# Stummelfüßchen
Die Stummelfüßchen (Crepidotus) sind eine Pilzgattung aus der Familie der Stummelfüßchenverwandten.

## Merkmale

### Makroskopische Merkmale
Die Stummelfüßchen bilden sehr kleine bis mittelgroße Blätterpilze von seitlings- bis muschelförmiger Gestalt mit überwiegend weißen bis hellbraunen Farbtönen. Der Stiel ist seitlich am Hut angewachsen, rudimentär verkümmert oder fehlt ganz. Die Lamellen sind abgerundet oder am Stiel herablaufend, haben eine weißliche Farbe und nehmen im Alter rosa-, ton- oder graubraune Tönungen an. Das Sporenpulver ist ocker- bis rosabraun oder blass zimtbraun. Ein Velum ist nicht vorhanden. Im Fleisch ist manchmal eine gelatinöse Schicht vorhanden.

### Mikroskopische Merkmale
An den Septen der Hyphen können Schnallen vorhanden sein oder fehlen. Die Lamellentrama ist regulär bis fast regulär aufgebaut. An den Schneiden befinden sich haar- oder keulenförmige Zystiden, an den Lamellenflächen kommen keine vor. Die Basidien sind meist 4-sporig, seltener 2-sporig. Die blass braunen Sporen sind kugelig bis elliptisch oder mandelartig geformt und besitzen keinen Keimporus. Die Sporenwand ist entweder glatt, warzig oder stachelig ornamentiert.

## Ökologie
Die Stummelfüßchen sind saprobiontische Bewohner von Holz und anderen Pflanzenresten, Moosen oder seltener auf dem Erdboden.

## Arten

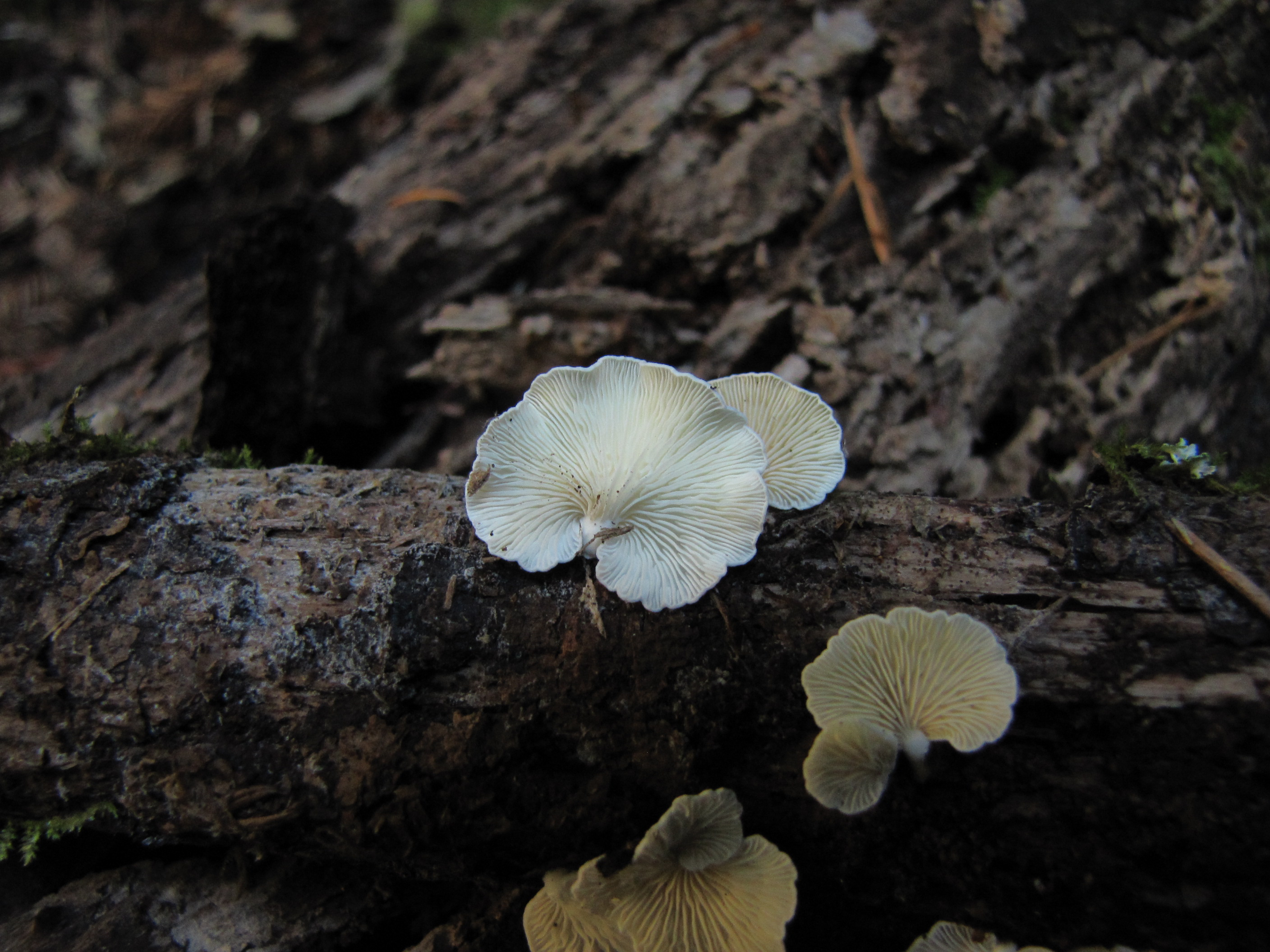
Keilsporiges Krüppelfüßchen Crepidotus epibryus
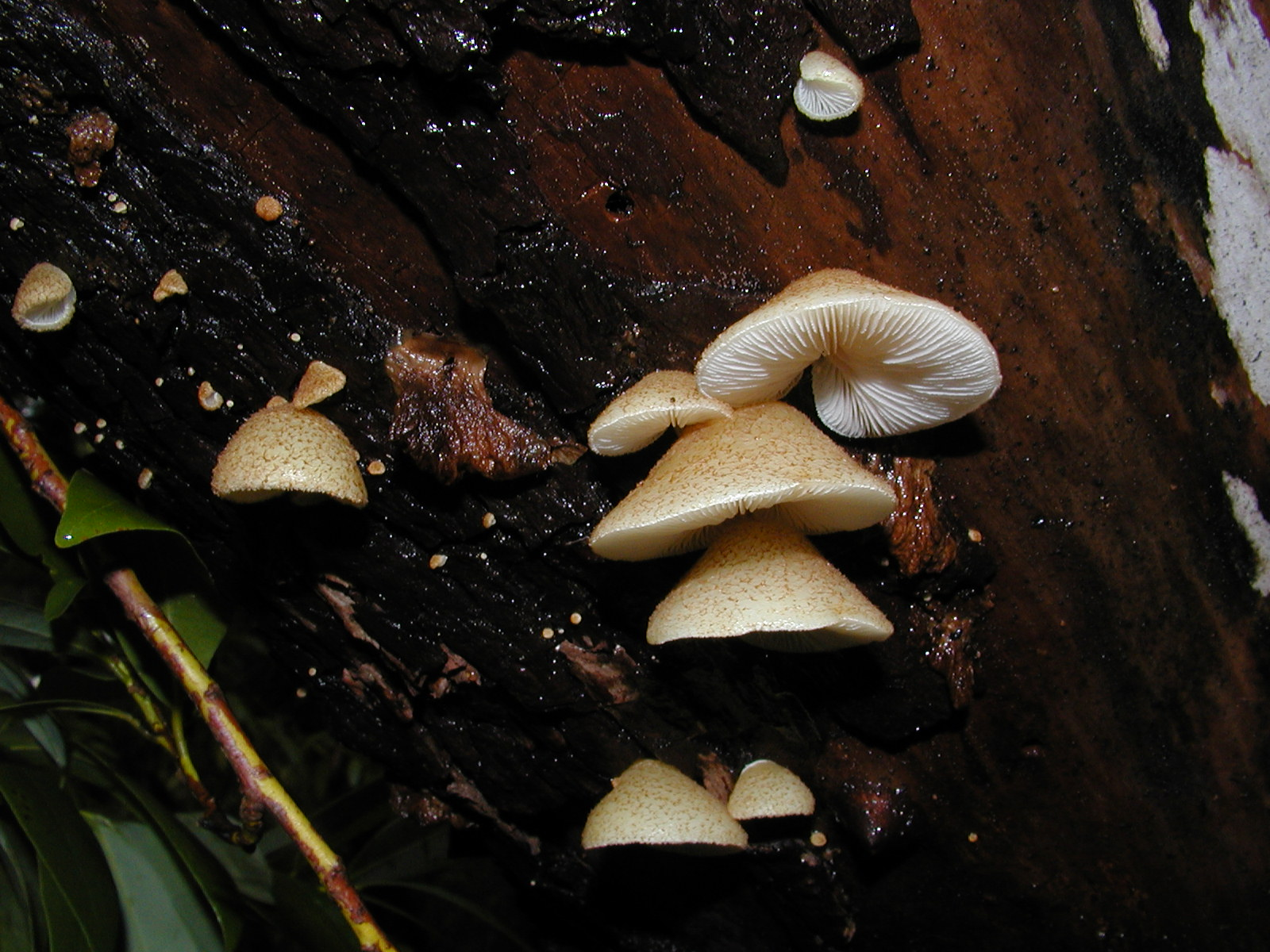
Gallertfleischiges Stummelfüßchen Crepidotus mollis
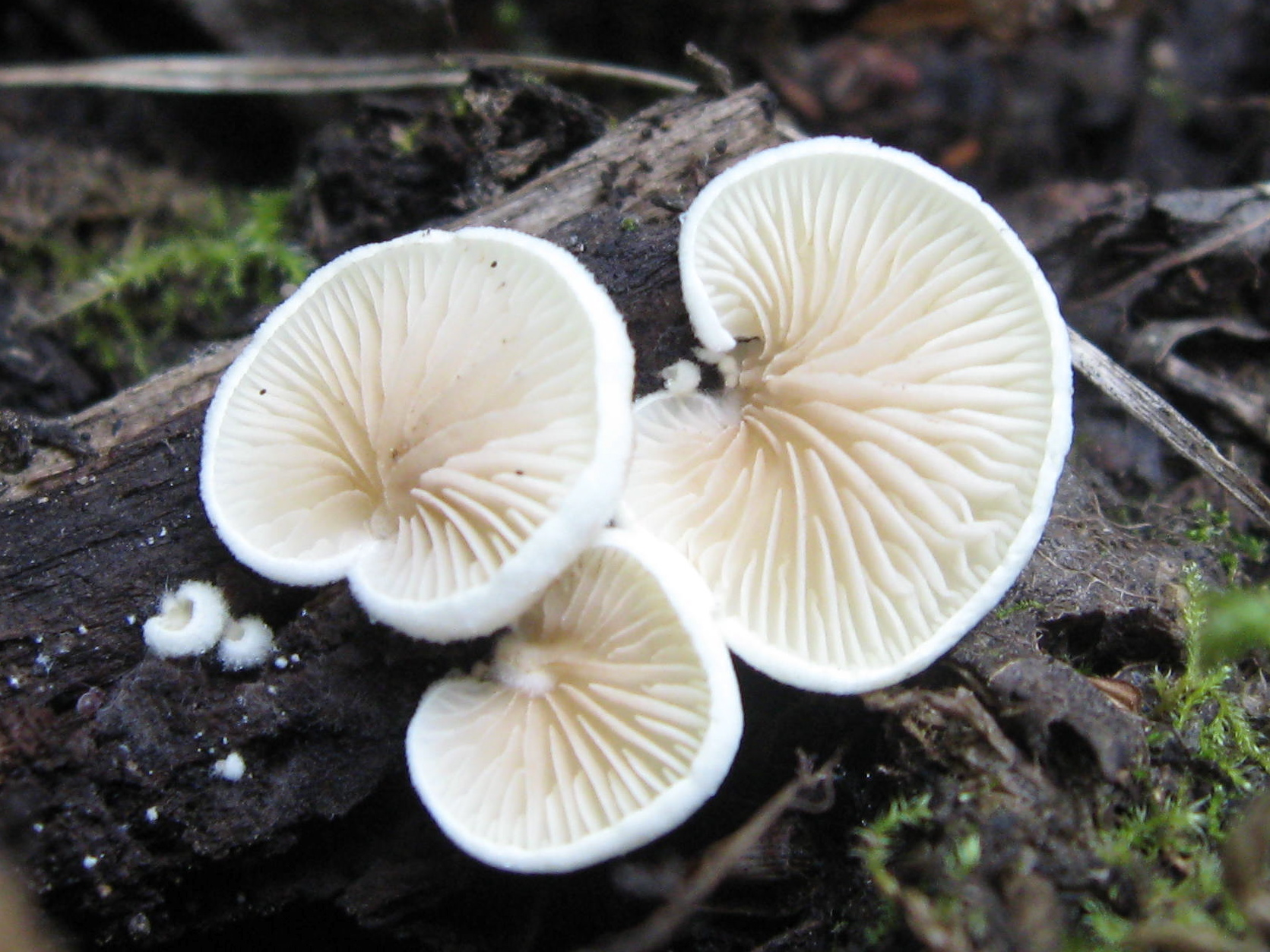
Striegeliges Stummelfüßchen Crepidotus versutus

Die weltweit verbreitete Gattung enthält etwa 200 Arten. In Europa kommen rund 30 Taxa vor bzw. sind dort zu erwarten.
| Stummelfüßchen (Crepidotus) in Europa |                                          |                                            |
| \| Deutscher Name \| Wissenschaftlicher Name \| Autorenzitat \| \| ------------------------------------------------- \| ---------------------------------------- \| ------------------------------------------ \| \| Gerieftes Stummelfüßchen \| Crepidotus applanatus \| (Persoon 1796) P. Kummer 1871 \| \| \| Crepidotus applanatus var. subglobiger \| Singer 1973 \| \| Zerbrechliches Stummelfüßchen \| Crepidotus autochthonus \| J.E. Lange 1938 \| \| Rosabraunes Stummelfüßchen \| Crepidotus brunneoroeus \| Courtecuisse 1994 \| \| Braunschuppiges Stummelfüßchen \| Crepidotus caloepis \| (Fries 1873) P. Karsten 1879 \| \| \| Crepidotus calolepis var. squamulosus \| (Coutinho 1934) Senn-Irlet 1995 \| \| Zottiges Karpaten-Stummelfüßchen \| Crepidotus carpaticus \| Pilát 1930 \| \| Entferntblättriges Stummelfüßchen \| Crepidotus cesatii \| (Rabenhorst 1851) Saccardo 1887 \| \| Fächerförmiges Stummelfüßchen \| Crepidotus cesatii var. subsphaerosporus \| (J.E. Lange 1940) Senn-Irlet 1995 \| \| Zinnoberrotes Stummelfüßchen \| Crepidotus cinnabarinus \| Peck 1895 \| \| Kristall-Stummelfüßchen \| Crepidotus cristatus \| Senn-Irlet & Immerzeel 2003 \| \| Safranblättriges Stummelfüßchen \| Crepidotus crocophyllus \| (Berkeley 1847) Saccardo 1887 \| \| Bleiches oder Aprikosenfarbenes Stummelfüßchen \| Crepidotus ehrendorferi \| Hausknecht & Krisai 1988 \| \| Keilsporiges Krüppelfüßchen \| Crepidotus epibryus \| (Fries 1821 : Fries 1821) Quélet 1888 \| \| Glatthütiges Stummelfüßchen \| Crepidotus lundellii \| Pilát 1936 \| \| Blassgelbes, Flaumiges oder Gelbes Stummelfüßchen \| Crepidotus luteolus \| (Lambotte 1880) Saccardo 1887 \| \| \| Crepidotus macedonicus \| Pilát 1949 \| \| \| Crepidotus microcarpus \| Malençon 1975 \| \| Gallertfleischiges Stummelfüßchen \| Crepidotus mollis \| (Schaeffer 1774 : Fries 1821) Staude 1857 \| \| Blasses Hautscheibchen \| Crepidotus pallidus \| (Berkeley & Broome 1873) Knudsen 2010 \| \| Rosa Stummelfüßchen \| Crepidotus roseoornatus \| Pöder & E. Ferrari 1984 \| \| Orangefarbenes Stummelfüßchen \| Crepidotus sinuosus \| Hesler & A.H. Smith 1965 \| \| \| Crepidotus stenocystis \| Pouzar 2005 \| \| Engblättriges Stummelfüßchen \| Crepidotus subverrucisporus \| Pilát 1949 \| \| Gemeines Stummelfüßchen \| Crepidotus variabilis \| (Persoon 1800 : Fries 1821) P. Kummer 1871 \| \| \| Crepidotus variabilis var. trichocystis \| Hesler & A.H. Smith 1965 \| \| Striegeliges Stummelfüßchen \| Crepidotus versutus \| (Peck 1878) Saccardo 1887 \| |                                          |                                            |
| Deutscher Name | Wissenschaftlicher Name                  | Autorenzitat                               |
| Gerieftes Stummelfüßchen | Crepidotus applanatus                    | (Persoon 1796) P. Kummer 1871              |
| | Crepidotus applanatus var. subglobiger   | Singer 1973                                |
| Zerbrechliches Stummelfüßchen | Crepidotus autochthonus                  | J.E. Lange 1938                            |
| Rosabraunes Stummelfüßchen | Crepidotus brunneoroeus                  | Courtecuisse 1994                          |
| Braunschuppiges Stummelfüßchen | Crepidotus caloepis                      | (Fries 1873) P. Karsten 1879               |
| | Crepidotus calolepis var. squamulosus    | (Coutinho 1934) Senn-Irlet 1995            |
| Zottiges Karpaten-Stummelfüßchen | Crepidotus carpaticus                    | Pilát 1930                                 |
| Entferntblättriges Stummelfüßchen | Crepidotus cesatii                       | (Rabenhorst 1851) Saccardo 1887            |
| Fächerförmiges Stummelfüßchen | Crepidotus cesatii var. subsphaerosporus | (J.E. Lange 1940) Senn-Irlet 1995          |
| Zinnoberrotes Stummelfüßchen | Crepidotus cinnabarinus                  | Peck 1895                                  |
| Kristall-Stummelfüßchen | Crepidotus cristatus                     | Senn-Irlet & Immerzeel 2003                |
| Safranblättriges Stummelfüßchen | Crepidotus crocophyllus                  | (Berkeley 1847) Saccardo 1887              |
| Bleiches oder Aprikosenfarbenes Stummelfüßchen | Crepidotus ehrendorferi                  | Hausknecht & Krisai 1988                   |
| Keilsporiges Krüppelfüßchen | Crepidotus epibryus                      | (Fries 1821 : Fries 1821) Quélet 1888      |
| Glatthütiges Stummelfüßchen | Crepidotus lundellii                     | Pilát 1936                                 |
| Blassgelbes, Flaumiges oder Gelbes Stummelfüßchen | Crepidotus luteolus                      | (Lambotte 1880) Saccardo 1887              |
| | Crepidotus macedonicus                   | Pilát 1949                                 |
| | Crepidotus microcarpus                   | Malençon 1975                              |
| Gallertfleischiges Stummelfüßchen | Crepidotus mollis                        | (Schaeffer 1774 : Fries 1821) Staude 1857  |
| Blasses Hautscheibchen | Crepidotus pallidus                      | (Berkeley & Broome 1873) Knudsen 2010      |
| Rosa Stummelfüßchen | Crepidotus roseoornatus                  | Pöder & E. Ferrari 1984                    |
| Orangefarbenes Stummelfüßchen | Crepidotus sinuosus                      | Hesler & A.H. Smith 1965                   |
| | Crepidotus stenocystis                   | Pouzar 2005                                |
| Engblättriges Stummelfüßchen | Crepidotus subverrucisporus              | Pilát 1949                                 |
| Gemeines Stummelfüßchen | Crepidotus variabilis                    | (Persoon 1800 : Fries 1821) P. Kummer 1871 |
| | Crepidotus variabilis var. trichocystis  | Hesler & A.H. Smith 1965                   |
| Striegeliges Stummelfüßchen | Crepidotus versutus                      | (Peck 1878) Saccardo 1887                  |

- Keilsporiges Krüppelfüßchen
Crepidotus epibryus
- Gallertfleischiges Stummelfüßchen
Crepidotus mollis
- Striegeliges Stummelfüßchen
Crepidotus versutus

## Systematik
Die Stummelfüßchen werden manchmal auch in eine eigene Familie der Stummelfüßchenverwandten gestellt.

## Bedeutung
Als Speisepilze kommen die Stummelfüßchen nicht in Frage, als Holzzersetzer sind sie nicht von wirtschaftlicher Bedeutung.